# Johan II av Auvergne
Johan II av Auvergne, född okänt år, död 1404, var regerande greve av Auvergne från 1386 till 1394.